# Schülerverbindung

Schülerverbindung Saxonia am rumänischen Liceul „Aron Pumnul“ in Czernowitz (1922)

Eine Schülerverbindung (allgemein oder als Unterkategorie auch bezeichnet Primaner Verein, Schülerkorporation, Pennalie, Pennälerverbindung, pennale Verbindung, Pennale Burschenschaft, Pennales Corps, Absolvia, Abituria, Mittelschulverbindung oder Gymnasialverbindung) ist eine Vereinigung von Schülern und ehemaligen Schülern einer Schule, die sich in Organisationsform, Gebräuchen und Abzeichen an den Studentenverbindungen im deutschen Sprachraum orientiert. Zurzeit existieren etwa 475 Schülerverbindungen, davon die Mehrheit in Österreich. Schülerverbindungen existieren in Deutschland, Österreich, der Schweiz, Flandern, Italien (Südtirol) sowie in Ungarn und Rumänien. Die Hochburgen des Schülerverbindungswesens in Deutschland liegen in Franken und Baden, aber auch in Niedersachsen gibt es vereinzelt Schülerverbindungen, so in Oldenburg, Hannover, Wolfenbüttel und Bad Sachsa.

## Deutschland

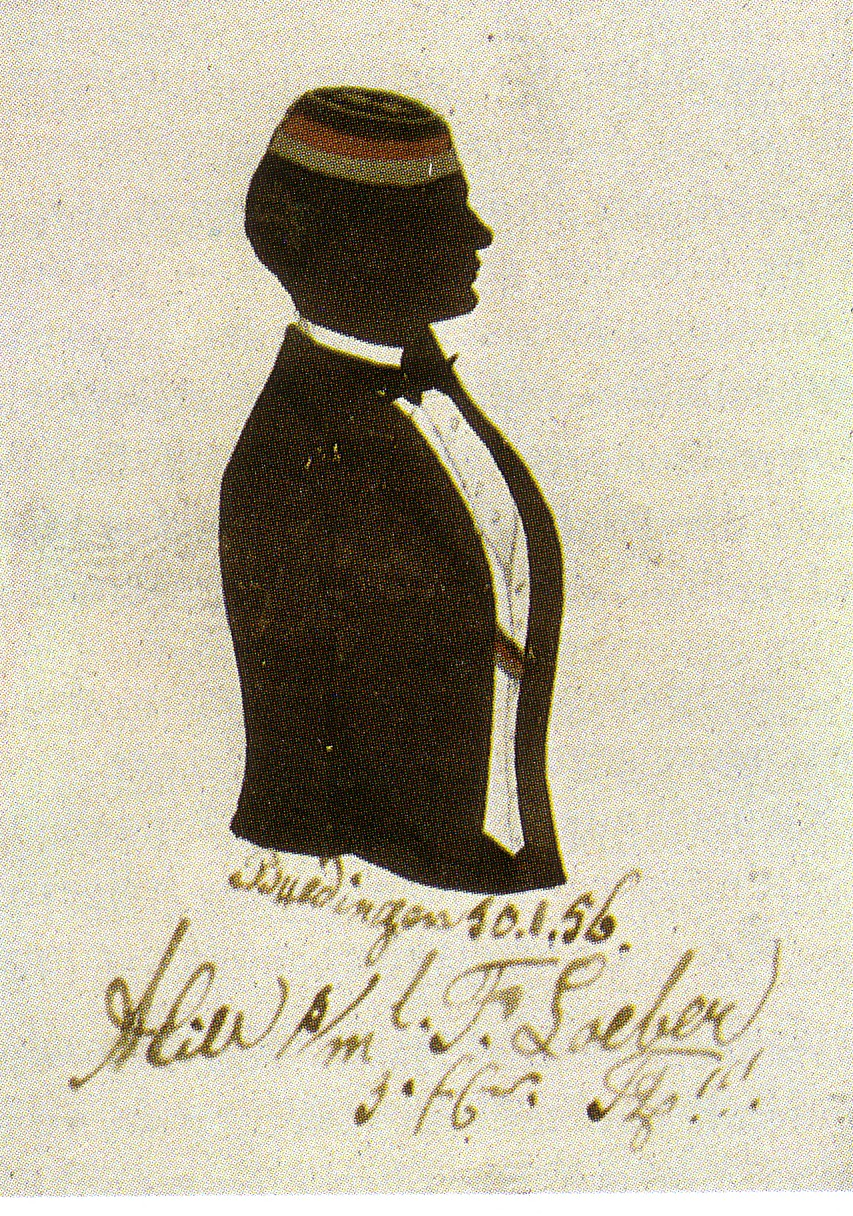
Büdinger Pennal-Teutone (1856)

Typische Eigennamen von Schülerverbindungen in Deutschland sind Abituria oder Absolvia. Abiturien sind Gymnasialverbindungen, Absolvien waren zumindest ursprünglich Realschulverbindungen, heute aber hauptsächlich auch Gymnasialverbindungen. Im Übrigen tragen Schülerverbindungen meist latinisierte Eigennamen wie studentische Verbindungen.
Die vermutlich älteste durchgehend existente deutsche Schülerverbindung ist die Absolvia Bayreuth von 1833 im Fränkischen Absolven-Convent (FAC). Die älteste Schülerverbindung Deutschlands, die heute noch existiert, aber im Laufe der Geschichte aufgelöst und wiedergegründet wurde, ist die PV Markomannia 1824 zu Rastatt, deren Gründungsjahr 1824 allerdings nur mündlich überliefert ist. Sie gehört dem Pennäler Kartell Baden (PKB) an.
Im Großherzogtum Hessen entstanden in den 1840er Jahren als Sonderform pennale Ableger der Gießener Corps (Teutonia, Hassia, Starkenburgia) an den Gymnasien in Gießen, Darmstadt und Büdingen, die bis in die zweite Hälfte des 19. Jahrhunderts scharfe Mensuren fochten und das wichtigste Rekrutierungsfeld der Universitätscorps bildeten.
Schülerverbindungen unterlagen bis ins 20. Jahrhundert hinein fast überall im deutschen Sprachraum einem strengen Verbot durch die Kultusministerien. So konnten etwa in Preußen aufgrund eines Erlasses von 1880 Mitglieder von Schülerverbindungen der Schule verwiesen werden. Viele Schülerverbindungen waren daher beispielsweise als Primanerverein oder Kegelklub getarnt; manche tragen solche Bezeichnungen heute noch als Typbezeichnung. Wegen des Verbots hatten in Schülerverbindungen Biernamen einen wichtigen Stellenwert und gehören auch heute noch zum typischen Brauchtum von Schülerverbindungen.
Im Nationalsozialismus forderte der „Reichsjugendführer“ Baldur von Schirach die Gleichschaltung der Jugendverbände: „Wie die NSDAP nunmehr die einzige Partei ist, so muß die HJ die einzige Jugendorganisation sein.“ Durch Verbot, Auflösung, Selbstauflösung, Übertritt und Übernahme anderer Jugendverbände und Korporationen wuchs die HJ bis 1935 auf knapp vier Millionen Mitglieder an. Das Amt des Reichsjugendführers wurde zu einer „Obersten Reichsbehörde“, in der staatliche Jugendpolitik und HJ-Leitung vereint waren. Wer der HJ nicht beitrat, zählte als Außenseiter. Beamte wurden dazu verpflichtet, ihre Kinder in die HJ zu schicken. Nach der Zeit des Nationalsozialismus haben sich in Deutschland nur wenige Schülerverbindungen wiedergegründet.
Im Allgemeinen Pennäler Ring (APR) fanden am 16./17. Juni 1990 in Eisenach burschenschaftlich ausgerichtete Schülerverbindungen, vornehmlich aus Nord- und Mitteldeutschland, zusammen. Er umfasst derzeit 13 Korporationen. Der national-freiheitliche APR bekennt sich zu den Zielen und Idealen der Urburschenschaft, deren Grundsätze gepflegt und weiterverbreitet werden. Die Mitgliedskorporationen des APR sind farbentragend und stehen zum Lebensbund- und Conventsprinzip. Mit dem Österreichischen Pennäler Ring (ÖPR) besteht seit 1992 ein gemeinsames Verbandsprinzip.

Weitere, eher regional geprägte Zusammenschlüsse von Schülerverbindungen sind der am 1. November 1953 in Erlangen gegründete Fränkische Absolven-Convent (FAC) mit acht Mitgliedsbünden und das Pennälerkartell Baden (PKB), welches im Juni 1973 entstand und heute neun Mitgliedsbünde vereint.
Darüber hinaus sind im Passauer-Senioren-Convent (PSC), der am 21. August 1921 gegründet wurde, weitere Schülerverbindungen in einem Kartell zusammengeschlossen.

## Österreich

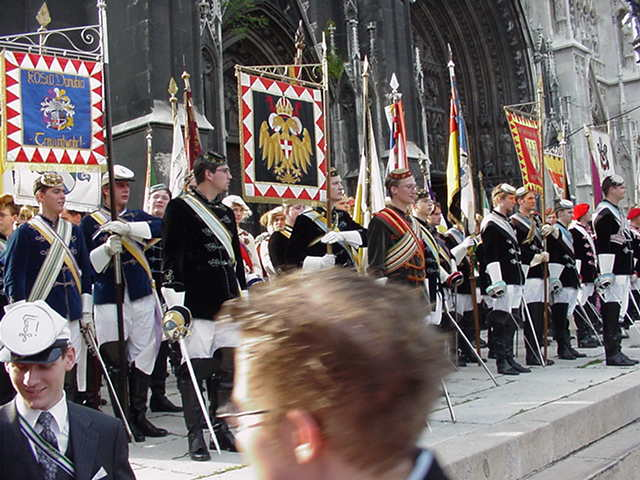
Das Chargiertencorps des MKV beim Pennälertag 2000 vor dem Wiener Rathaus

In Österreich bezeichnen sich viele Schülerverbindungen – wie Hochschulkorporationen – als Studentenverbindung. Traditionell wurden (und werden) die Schüler der höheren Lehranstalten bereits als Studenten bezeichnet. Dies hing u. a. damit zusammen, dass für den Besuch eines Gymnasiums in der Regel der Heimatort verlassen werden musste, da es nur einige wenige zentrale Schulen gab. Heute gibt es in Österreich ca. 240 aktive Schülerverbindungen.
In Österreich ist der mitgliederstärkste Korporationsverband der Schülerverbindungen beheimatet; nämlich der Mittelschüler-Kartell-Verband (MKV) der katholischen farbentragenden Studentenverbindungen. Älteste Korporation im MKV ist die Teutonia Innsbruck, die am 22. November 1876 trotz des sogenannten Koalitionsverbots für Mittelschüler gegründet wurde. Dem MKV gehören rund 163 Korporationen an, die wiederum ca. 20.000 Mitglieder (Aktive und Alte Herren) haben.
Neben dem MKV gibt es in Österreich noch den Verband farbentragender Mädchen, der das weibliche Pendant zum MKV darstellt. In Österreich existieren jedoch auch zahlreiche verbandsfreie Schülerverbindungen beider Geschlechter, die jedoch allesamt im EKV Mitglied sind.
Schlagende Schülerverbindungen lehnen sich meist an bestimmte studentische Hochschulverbindungen wie Corps und Burschenschaften an und verwenden deren Bezeichnungen, meist mit dem Zusatz „Pennal“ anstelle des „Akademisch“ der Hochschulverbindungen. So gibt es Pennale Corps (pC) oder Pennale Burschenschaften (pB). Die älteste bekannte Schülerverbindung überhaupt war die Pennale Burschenschaft Teutonia, die 1817–1819 in Teschen (damals Österreichisch-Schlesien) bestand. Die Pennalverbindungen sind großteils im Österreichischen Pennälen Ring (ÖPR) organisiert. In ihm ist auch die als älteste noch bestehende Schülerverbindung in Österreich geltende pcB Allemannia et Nibelungia, in Graz gegründet 24. Oktober 1860. Dem ÖPR gehören rund 60 Korporationen an.
Daneben gab es mit dem Senioren-Convent pennaler Landsmannschaften (SCPL) einen nichtschlagenden und katholisch-monarchistischen, mit dem Bund KÖL (mit dem Schülerpendant Katholische Österreichische Mittelschülerlandsmannschaft (KÖML bzw. K.Ö.M.L.)) kooperierenden Verband, sowie diverse verbandsfreie pennale Semestral- und Ferialverbindungen.

## Schweiz

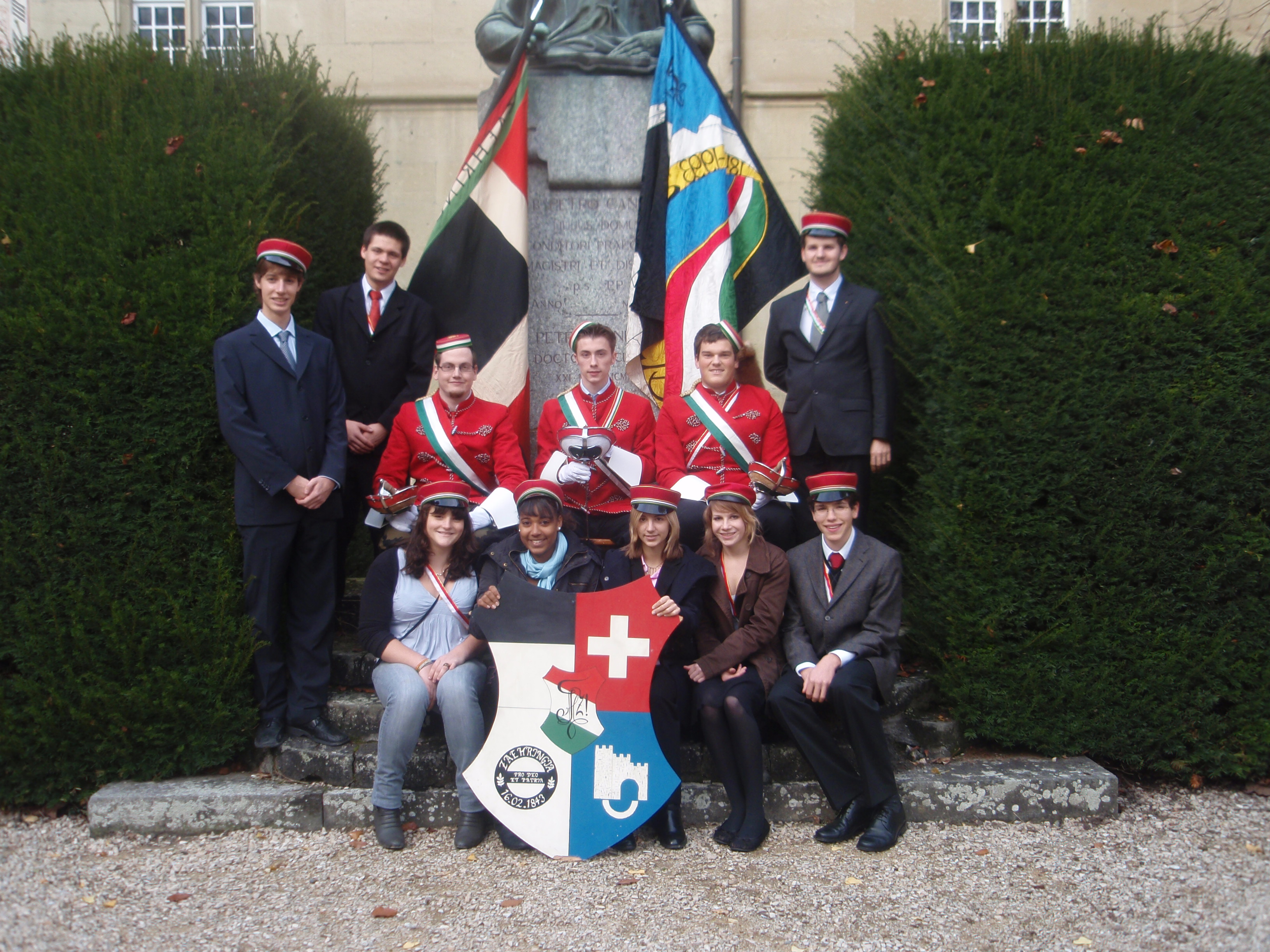
Gruppenfoto der schweizerischen Gymnasialverbindung GV Zähringia

In der Schweiz gibt es seit etwa 1830 Schülerverbindungen, die teilweise historisch zusammen mit den Hochschulverbindungen entstanden sind und teilweise sogar in den Hochschulverbindungen integriert waren. So hatten oder haben heute noch die Hochschulverbindung Helvetia wie auch die Zofingia ihre Ableger an Gymnasien. Diese waren zwischenzeitlich verboten, wurden dann jedoch in den 1950er Jahren wieder zugelassen.
Der Schweizerische Studentenverein (StV) hat ca. 23 aktive Mittelschulverbindungen (von insgesamt 57 Verbindungen) und weitere ca. 10 Gymnasialverbindungen (GV), die derzeit nur als Altherrenverband (AHV) bestehen. Die GV des StV sind in der Gymnasia zusammengefasst. Die Gründung des StV erfolgte am 31. August 1841. Die ersten vier Sektionen (Verbindungen) des StV entstanden 1843. Es sind dies (in chronologischer Reihenfolge) die Sektionen Freiburg im Üechtland (heute GV Zähringia), Schwyz (GV Suitia), Luzern (AV Semper Fidelis) (ursprünglich GV bis 2006/07) und Freiburg im Breisgau (AV Helvetia Friburgensis).
Mittelschulverbindungen können auch traditionell mit einer Mittelschule (z. B. Gymnasium) verbunden sein. Beispiele hierfür sind die Scaphusia, die Thurgovia und die Vitodurania (Ostschweizer Kartell) oder die Wengia in Solothurn. Heute bestehen noch Mittelschulverbindungen in Basel, Langenthal, Aarau, Olten, Frauenfeld, Schaffhausen, Solothurn, Burgdorf, Winterthur, St. Gallen, Stans, Schwyz und in weiteren Städten. Ebenso gibt es Verbindungen an Internatsschulen wie Schiers, Engelberg, Einsiedeln etc. In den letzten Jahren sind auch an anderen Schulformen als Gymnasien verbindungsähnliche Schülerorganisationen entstanden.

## Flandern
In Flandern gab es seit Ende des 19. Jahrhunderts und während der Zwischenkriegszeit katholische Schülerverbindungen. Sie organisierten sich 1903 im Algemeen Katholiek Vlaams Studentenverbond (AKVS), der sich als nichtfarbentragend sowie politisch und religiös aktiv definierte. Wegen des flämischen Aktivismus vor und während des Zweiten Weltkrieges war nach dem Krieg keine Wiederbegründung möglich.
Seit 1978 existiert der Nationalistisch Jongstudentenverbond (NJSV) mit zurzeit vier Sektionen. Er ist unabhängig, steht aber der flämisch-nationalistischen Nationalistische Studentenvereniging (NSV) nahe. Zudem besteht seit 2008 des Katholiek Vlaams Scholierenverbond (KVSV) mit zurzeit fünf Sektionen als Ortsverband des Katholiek Vlaams Hoogstudentenverbond (KVHV). Beide Verbände sind farbentragend, parteipolitisch unabhängig, politisch aktiv in der Flämischen Bewegung und nehmen Männer und Frauen auf.

## Verbände
Mit Gründungsjahr und Anzahl der Verbindungen

### Deutschland
- Allgemeiner Pennäler Ring (APR), 1990[6]
- Passauer-Senioren-Convent (PSC), 1921, 18[7]
- Fränkischer Absolven-Convent (FAC), 1953, 8[8]
- Pennälerkartell Baden (PKB), 1973, 9[9]

### Österreich
- Mittelschülerkartellverband (MKV), 1933, 160
- Österreichischer Pennäler Ring (ÖPR), 1950, 60
- Seniorenconvent pennaler Landsmannschaften (SCPL)
- Katholische österreichische Mittelschülerlandsmannschaft (KÖML)
- Verband farbentragender Mädchen (VfM), 1988, 11

### Schweiz
- Schweizerischer Studentenverein (SchwStV), 1841, 23[7]

### Flandern
- Algemeen Katholiek Vlaams Studentenverbond (AKVS), 1903–1945
- Nationalistisch Jongstudentenverbond (NJSV), 1978, 4
- Katholiek Vlaams Scholierenverbond (KVSV), 2008, 5